# Droid Incredible
Droid Incredible by HTC (ADR6300) (также известен как HTC Incredible) — смартфон компании HTC, работающий на операционной системе Android. Модель поступила в продажу 29 апреля 2010 и доступна только у оператора Verizon Wireless.
Вначале аппараты продавались с установленной Android 2.1 (Eclair) и оболочкой HTC Sense. С 26 августа 2010 года на них уже стоит Android 2.2 (Froyo) и обновлённая версия HTC Sense.